# عبدالغنی فایق
مولوی عبدالغنی فایق (پشتو: مولوی عبدالغنی فایق) یک سیاستمدار افغان از طالبان است که در حال حاضر از ۷ نوامبر ۲۰۲۱ به عنوان والی ولایت بدخشان خدمت می‌کند. او باشندهٔ بدخشان است. او همچنین به عنوان عضو تیم مذاکره‌کننده در دفتر قطر خدمت کرده‌است.

## والی بدخشان
به اساس فرمان هبت‌الله آخندزاده، عبدالغنی فایق عضو هیئت مذاکره‌کنندهٔ دوحه امروز توسط محمد فصیح‌الدین فطرت لوی درستیز وزارت دفاع ملی، محمد محسن معین وزارت داخله، امان‌الدین منصور والی پشین و معاون قول اردوی ۲۰۹ الفتح، بحیث والی ولایت بدخشان معرفی شد و به کار آغاز کرد.
1. ↑  "مولوی عبدالغنی فایق د بدخشان د نوی والی په توګه معرفی شو". باختر خبری آژانس. November 23, 2021.
2. ↑  "د شلو ولایتونو والیان او امنیه قومندانان تغییر او تبدیل شول". November 7, 2021.
3. ↑  عرفانیار, احمدشاه (September 10, 2020). "د افغانانو ترمنځ د سولی مذاکراتی پلاوو د غړو ژوندلیکونه".
4. ↑  N، R. (۲۰۲۱-۱۱-۲۳). «مولوی عبد الغنی فایق بحیث والی جدید بدخشان معرفی شد». آژانس خبری باختر. دریافت‌شده در ۲۰۲۲-۰۷-۳۰.